# Oostenrijk op de Olympische Zomerspelen 1932
Oostenrijk nam deel aan de Olympische Zomerspelen 1932 in Los Angeles, Verenigde Staten. Net als vier jaar eerder eindigde het op de 18e plaats van het medailleklassement, alhoewel het één gouden medaille minder behaalde.

## Medailleoverzicht
| Sport         | Olympiër          | Discipline               | Medaille |
| ------------- | ----------------- | ------------------------ | -------- |
| Schermen      | Ellen Preis       | floret (v)               | Goud     |
| Gewichtheffen | Hans Haas         | -67,5kg (m)              | Zilver   |
| Gewichtheffen | Karl Hipfinger    | -75kg (m)                | Brons    |
| Worstelen     | Nickolaus Hirschl | +87kg vrije stijl (m)    | Brons    |
| Worstelen     | Nickolaus Hirschl | +87kg Grieks-Romeins (m) | Brons    |

## Deelnemers en resultaten

### Atletiek
| Olympiër         | Discipline      | Resultaat | Prestatie                                                                    |
| ---------------- | --------------- | --------- | ---------------------------------------------------------------------------- |
| Felix Rinner     | 200m (m)        | DNS       | serie 4: niet gestart                                                        |
| Felix Rinner     | 400m (m)        | 10e       | serie 5: 1ste in 49,2 kwartfinale 3: 2de in 48,9 halve finale 1: 5de in 48,8 |
| Franz Tuschek    | marathon (m)    | DNS       | serie 4: niet gestart                                                        |
| Emil Janausch    | kogelstoten (m) | DNS       | niet gestart                                                                 |
| discuswerpen (m) | 10e             | 44,82m    |                                                                              |

### Gewichtheffen
| Olympiër       | Discipline  | Resultaat | Prestatie                                                                           |
| -------------- | ----------- | --------- | ----------------------------------------------------------------------------------- |
| Hans Haas      | -67,5kg (m) | Zilver    | duwen: 4de met 82,5kg trekken: 2de met 100kg stoten: 1ste met 125kg totaal: 307,5kg |
| Karl Hipfinger | -75kg (m)   | Brons     | duwen: 4de met 90kg trekken: 2de met 107,5kg stoten: 1ste met 140kg totaal: 337,5kg |

### Schermen
| Olympiër    | Discipline | Resultaat | Prestatie |
| ----------- | ---------- | --------- | --- |
| Ellen Preis | floret (v) | Goud      | 1ste ronde groep 1: 3de V van HUN Bogen: 4-5 W van BEL Addams: 5-4 W van DEN Olsen: 5-4 W van GBR Butler W van USA Locke: 5-2 W van DEN Klint: 5-4 W van CAN Archibald W van MEX Escudero: 5-2 finale: 1ste W van GBR Guiness: 5-3 W van HUN Bogen: 5-2 W van BEL Addams: 5-1 W van GER Mayer: 5-4 W van DEN Munck: 5-4 W van DEN Olsen: 5-4 W van USA Lloyd: 5-2 W van GBR Butler: 5-2 |

### Schoonspringen
| Olympiër         | Discipline    | Resultaat | Prestatie     |
| ---------------- | ------------- | --------- | ------------- |
| Josef Staudinger | 3m plank (m)  | 9e        | 124,50 punten |
| Josef Staudinger | 10m toren (m) | 4e        | 103,44 punten |
|                  |               |           |               |
| Magdalena Epply  | 3m plank (v)  | 6e        | 63,70 punten  |
| Magdalena Epply  | 10m toren (v) | 7e        | 26,76 punten  |

### Worstelen
| Olympiër          | Discipline  | Resultaat   | Prestatie |
| Vrije stijl       | Vrije stijl | Vrije stijl | Vrije stijl                                                                                                  |
| ----------------- | ----------- | ----------- | --- |
| Nickolaus Hirschl | +87kg (m)   | Brons       | 1ste ronde: vrij 2de ronde: V van SWE Richthoff: beslissing zilveren match: V van USA Riley                  |
| Grieks-Romeins    |             |             | |
| Nickolaus Hirschl | +87kg (m)   | Brons       | 1ste ronde: vrij 2de ronde: W van ITA Donati 3de ronde: V van SWE Westergren zilveren match: V van TCH Urban |

### Zeilen
| Olympiër   | Discipline                | Resultaat | Prestatie                             |
| ---------- | ------------------------- | --------- | ------------------------------------- |
| Hans Riedl | 1-mans Olympisch Monotype | 10e       | 44 punten: (9-4-10-9-9-7-9-10-3-8-10) |

Argentinië · Australië · België · Brazilië · Brits-Indië · Canada · Colombia · Denemarken · Duitsland · Estland · Filipijnen · Finland · Frankrijk · Griekenland · Groot-Brittannië · Haïti · Hongarije · Ierland · Italië · Japan · Joegoslavië · Letland · Mexico · Nederland · Nieuw-Zeeland · Noorwegen · Oostenrijk · Polen · Portugal · Republiek China · Spanje · Tsjecho-Slowakije · Uruguay · Verenigde Staten · Zuid-Afrika · Zweden · Zwitserland